# 82937 Lesicki
82937 Lesicki este o planetă minoră (asteroid), cu un diametru de 6,983 km, din centura de asteroizi. A fost descoperită pe 26 august 2001 la Ondřejovská hvězdárna⁠(d) de Petr Pravec⁠(d). 
Obiectul prezintă o orbită caracterizată de o semiaxă mare de 3,1573527734562 UAi, o excentricitate de 0,068033482098792, o înclinație de 21,410757733134 ° în raport cu ecliptica.